# Feaella linetteae
Espèce
Feaella linetteae est une espèce de pseudoscorpions de la famille des Feaellidae.

## Distribution
Cette espèce est endémique du Pilbara en Australie-Occidentale. Elle se rencontre dans le parc national Millstream-Chichester.

## Description
Le mâle holotype mesure 2,13 mm.

## Étymologie
Cette espèce est nommée en l'honneur de Linette Umbrello.

## Publication originale
- Harvey, Abrams, Beavis, Hillyer & Huey, 2016 : Pseudoscorpions of the family Feaellidae (Pseudoscorpiones : Feaelloidea) from the Pilbara region of Western Australia show extreme short-range endemism. Invertebrate Systematics, vol. 30, no 5, p. 491-508.